# Công ước Liên Hợp Quốc về Luật biển
Công ước Liên Hợp Quốc về Luật biển (tiếng Anh: United Nations Convention on Law of the Sea - UNCLOS), cũng gọi là Công ước Luật biển hay cũng được những người chống đối nó gọi là Hiệp ước Luật biển, là một hiệp ước quốc tế được tạo ra trong Hội nghị về luật biển Liên Hợp Quốc lần thứ 3 diễn ra từ năm 1973 cho đến 1982 với các chỉnh sửa đã được thực hiện trong Hiệp ước Thi hành năm 1994.
Công ước Luật biển là một bộ các quy định về sử dụng các đại dương của thế giới, 70% diện tích bề mặt Trái Đất. Công ước đã được ký kết năm 1982 để thay thế cho 4 hiệp ước năm 1958 đã hết hạn. UNCLOS có hiệu lực từ năm 1994, và cho đến tháng 10 năm 2014, có 167 quốc gia và Cộng đồng châu Âu đã tham gia Công ước này. Hoa Kỳ không tham gia vì nước này tuyên bố rằng hiệp ước này không có lợi cho kinh tế và an ninh của Mỹ.
Công ước quy định quyền và trách nhiệm của các quốc gia trong việc sử dụng biển, thiết lập các hướng dẫn rõ ràng cho các hoạt động kinh doanh, bảo vệ môi trường và cải thiện quản lý các tài nguyên thiên nhiên đại dương. Các sự kiện mà thuật ngữ đề cập trong Công ước là: Công ước về Luật biển Liên Hợp Quốc lần 1, Công ước về Luật biển Liên Hợp Quốc lần 2, Công ước về Luật biển Liên Hợp Quốc lần 3. Công ước này là kết quả của Công ước về Luật biển Liên Hợp Quốc lần 3 và cũng mang tên gọi Công ước về Luật biển Liên Hợp Quốc.
Trong khi Đại hội đồng Liên Hợp Quốc nhận được các công cụ phê chuẩn và gia nhập và Liên Hợp Quốc quy định ủng hộ các cuộc họp của các quốc gia là thành viên của Công ước thì Liên Hợp Quốc không có vai trò hoạt động trong việc thi hành Công ước này. Tuy nhiên các tổ chức liên chính phủ tự trị như: Tổ chức Hàng hải Quốc tế, Ủy ban Cá voi Quốc tế và Cơ quan quản lý Đáy biển Quốc tế được Công ước này thành lập lại có một vai trò trong việc thực thi Công ước.

## Bối cảnh lịch sử
UNLOS đã tỏ ra cần thiết do tính pháp lý yếu của ý niệm 'quyền tự do về biển' có từ thế kỷ 17: quyền của các quốc gia đã bị giới hạn trong một vành đai lãnh hải mở rộng ra từ các bờ biển của quốc gia đó, thường là 3 hải lý, theo quy định phát đạn pháo được thẩm phán người Hà Lan Cornelius Bynkershoek phát triển. Tất cả các lãnh hải nằm ngoài biên giới quốc gia được xem như lãnh hải quốc tế - tự do cho tất cả các quốc gia, nhưng không thuộc quốc gia nào cả (nguyên tắc mare liberum được Grotius công bố).
Đầu thế kỷ 20, nhiều quốc gia biểu lộ ý muốn mở rộng quyền tuyên bố chủ quyền quốc gia nằm đưa các nguồn tài nguyên khoáng sản, bảo vệ nguồn cá và có các phương tiện để thực thi kiểm soát ô nhiễm. Hội Quốc Liên đã tổ chức một hội nghị năm 1930 tại Hague để bàn về điều này, nhưng hội nghị không đạt được thỏa thuận nào.
Một quốc gia phản ánh nguyên tắc luật bất thành văn quốc tế về quyền một quốc gia để bảo vệ tài nguyên thiên nhiên của mình là Hoa Kỳ, khi năm 1945, Tổng thống Harry S. Truman đã mở rộng sự kiểm soát quốc gia trên các tài nguyên thiên nhiên ở trong thềm lục địa của mình. Các quốc gia khác cũng nhanh chóng ganh đua theo Mỹ. Giữa năm 1946 và 1950, Argentina, Chile, Peru và Ecuador đều nới rộng chủ quyền của mình ra khoảng cách 200 hải lý nhằm bao quát cả ngư trường trong hải lưu Humboldt của họ. Các quốc gia khác đã nới rộng vùng lãnh hải đến 12 hải lý.
Đến năm 1967, chỉ có 25 quốc gia vẫn sử dụng giới hạn 3 hải lý, 66 quốc gia đã quy định giới hạn lãnh hải 12 hải lý và 8 quốc gia đưa ra giới hạn 200 hải lý. Để xem bảng các tuyên bố hàng hải được Liên Hợp Quốc biên tập, xem . Đến ngày 15 tháng 7 năm 2011, chỉ còn Palau là vẫn sử dụng giới hạn 3 hải lý làm lãnh hải, hầu hết các quốc gia khác sử dụng giới hạn 12 hải lý. Giới hạn 3 hải lý này cũng được sử dụng ở một số đảo của Úc, một khu vực của Belize, một vài eo biển của Nhật Bản, một vài khu vực của Papua New Guinea, và một vài lãnh thổ phụ thuộc của Anh Quốc như Anguilla.

## Hội nghị Liên Hợp Quốc về Luật Biển lần I
Năm 1956, Liên Hợp Quốc tổ chức Hội nghị về Luật Biển đầu tiên (UNCLOS I Lưu trữ ngày 25 tháng 1 năm 2009 tại Wayback Machine) ở Geneva, Thụy Sĩ. Hội nghị này đạt được bốn hiệp định ký kết năm 1958:
- Công Ước về Lãnh Hải và Vùng Tiếp Giáp, có hiệu lực vào ngày 10/09/1964
- Công Ước về Thềm Lục Địa, có hiệu lực vào ngày 10/06/1964
- Công Ước về Hải Phận Quốc tế, có hiệu lực vào ngày 30/09/1962
- Công Ước về Nghề Cá và Bảo Tồn Tài nguyên Sống ở Hải Phận Quốc tế, có hiệu lực vào ngày 20/03/1966.

Mặc dầu Hội nghị lần này được cho là thành công, nhưng nó vẫn để ngỏ vấn đề quan trọng là bề rộng của vùng lãnh hải.

## Hội nghị Liên Hợp Quốc về Luật Biển Lần II
Năm 1960, Liên Hợp Quốc tổ chức Hội nghị về Luật Biển lần hai ("UNCLOS II"). Tuy nhiên, hội nghị sáu tuần ở Geneva không đạt được tiến triển nào mới. Nhìn chung, các nước đang phát triển chỉ tham dự như là như là khách, liên minh, hoặc nước độc lập của Mỹ hay Liên Xô mà không nói lên được tiếng nói của mình.

## Hội nghị Liên Hợp Quốcvề Luật Biển Lần III

Các vùng biển theo luật biển quốc tế.

Năm 1967, vấn đề về các tuyên bố khác nhau về lãnh hải đã được nêu ra tại Liên Hợp Quốc. Năm 1973, Hội nghị Liên Hợp Quốc lần thứ 3 về Luật biển (Third United Nations Conference on the Law of the Sea) được tổ chức tại New York. Để cố gắng giảm khả năng các nhóm quốc gia thống trị đàm phán, hội nghị dùng một quy trình đồng thuận thay cho bỏ phiếu lấy đa số. Với hơn 160 nước tham gia, hội nghị kéo dài đến năm 1982. Kết quả là một công ước có hiệu lực từ ngày 16 tháng 11 năm 1994, một năm sau khi Guyana, nước thứ 60, ký công ước.
Nội dung công ước có một loạt điều khoản. Những điều khoản quan trọng nhất quy định về việc thiết lập các giới hạn, giao thông đường biển, trạng thái biển đảo, và các chế độ quá cảnh, các vùng đặc quyền kinh tế, quyền tài phán thềm lục địa, khai khoáng lòng biển sâu, chính sách khai thác, bảo vệ môi trường biển, nghiên cứu khoa học, và dàn xếp các tranh chấp.
Công ước đặt ra giới hạn cho nhiều khu vực, tính từ một đường cơ sở (baseline) được định nghĩa kỹ càng. (Thông thường, một đường biển cơ sở chạy theo đường bờ biển khi thủy triều xuống, nhưng khi đường bờ biển bị thụt sâu, có đảo ven bờ, hoặc đường bờ biển rất không ổn định, có thể sử dụng các đường thẳng làm đường cơ sở). Có các khu vực dưới đây:
Nội thủyBao phủ tất cả vùng biển và đường thủy ở bên trong đường cơ sở (phía đất liền). Tại đây, quốc gia ven biển được tự do áp đặt luật, kiểm soát việc sử dụng, và sử dụng mọi tài nguyên. Các tàu thuyền nước ngoài không có quyền đi lại tự do trong các vùng nội thủy.
Lãnh hảiVùng nằm ngoài đường cơ sở có chiều ngang 12 hải lý. Tại đây, quốc gia ven biển được quyền tự do đặt luật, kiểm soát việc sử dụng, và sử dụng mọi tài nguyên. Các tàu thuyền nước ngoài được quyền "qua lại không gây hại" mà không cần xin phép nước chủ. Đánh cá, làm ô nhiễm, dùng vũ khí, và do thám không được xếp vào dạng "không gây hại". Nước chủ cũng có thể tạm thời cấm việc "qua lại không gây hại" này tại một số vùng trong lãnh hải của mình khi cần bảo vệ an ninh.
Vùng nước quần đảoCông ước đưa ra định nghĩa về các quốc gia quần đảo trong phần IV, cũng như định nghĩa về việc các quốc gia này có thể vẽ đường biên giới lãnh thổ của mình như thế nào. Đường cơ sở được vẽ giữa các điểm ngoài cùng nhất của các đảo ở ngoài cùng nhất, đảm bảo rằng các điểm này phải đủ gần nhau một cách thích đáng. Mọi vùng nước bên trong đường cơ sở này sẽ là vùng nước quần đảo và được coi như là một phần của lãnh hải quốc gia đó.
Vùng tiếp giáp lãnh hảiBên ngoài giới hạn 12 hải lý của lãnh hải là một vành đai có bề rộng 12 hải lý, đó là vùng tiếp giáp lãnh hải. Tại đây, nước chủ có thể vẫn thực thi luật pháp của mình đối với các hoạt động như buôn lậu hoặc nhập cư bất hợp pháp.
Vùng đặc quyền kinh tếRộng 200 hải lý tính từ đường cơ sở. Trong vùng này, quốc gia ven biển được hưởng độc quyền trong việc khai thác đối với tất cả các tài nguyên thiên nhiên. Khái niệm vùng đặc quyền kinh tế được đưa ra để ngừng các cuộc xung đột về quyền đánh cá, tuy rằng khai thác dầu mỏ cũng đã trở nên một vấn đề quan trọng. Trong vùng đặc quyền kinh tế, nước ngoài có quyền tự do đi lại bằng đường thủy và đường không, tuân theo sự kiểm soát của quốc gia ven biển. Nước ngoài cũng có thể đặt các đường ống ngầm và cáp ngầm.
Thềm lục địaĐược định nghĩa là vành đai mở rộng của lãnh thổ đất cho tới mép lục địa (continental margin), hoặc 200 hải lý tính từ đường cơ sở, chọn lấy giá trị lớn hơn. Thềm lục địa của một quốc gia có thể kéo ra ngoài 200 hải lý cho đến mép tự nhiên của lục địa, nhưng không được vượt quá 350 hải lý, không được vượt ra ngoài đường đẳng sâu 2500m một khoảng cách quá 100 hải lý. Tại đây, nước chủ có độc quyền khai thác khoáng sản và các nguyên liệu không phải sinh vật sống.
Bên cạnh các điều khoản định nghĩa các ranh giới trên biển, công ước còn thiết lập các nghĩa vụ tổng quát cho việc bảo vệ môi trường biển và bảo vệ quyền tự do nghiên cứu khoa học trên biển. Công ước cũng tạo ra một cơ chế pháp lý mới cho việc kiểm soát khai thác tài nguyên khoáng sản tại các lòng biển sâu nằm ngoài thẩm quyền quốc gia, được thực hiện qua Ủy ban đáy biển quốc tế (International Seabed Authority).
Các nước không có biển được quyền có đường ra biển mà không bị đánh thuế giao thông bởi các nước trên tuyến đường nối với biển đó.

## Ký và phê chuẩn
Bắt đầu ký:10 tháng 12 năm 1982.

đã phê chuẩn
đã ký nhưng chưa phê chuẩn
chưa kí

Đi vào hiệu lực: 16 tháng 11 năm 1994.
Các nước đã ký nhưng chưa phê chuẩn - (14) Afghanistan, Bhutan, Burundi, Campuchia, Cộng hòa Trung Phi, Colombia, El Salvador, Ethiopia, Iran, Cộng hòa Dân chủ Nhân dân Triều Tiên, Libya, Liechtenstein, Rwanda, Các Tiểu vương quốc Ả Rập Thống nhất.
Các nước chưa ký - (15) Andorra, Eritrea, Hoa Kỳ, Israel, Kazakhstan, Kyrgyzstan, Nam Sudan, Peru, San Marino, Syria, Tajikistan, Thổ Nhĩ Kỳ, Turkmenistan, Uzbekistan, Venezuela.

## Thông tin thêm
Ngày 20 tháng 9 năm 2007, một tòa án trọng tài thành lập dưới Công ước Liên Hợp Quốc về Luật biển đã ra phán quyết về một tranh chấp biên giới trên biển từ lâu giữa Guyana và Suriname. Ngày 12 tháng 7 năm 2016, Tòa án Trọng tài Quốc tế (ICA) ở La Hay (Hà Lan) ra phán quyết bác bỏ tuyên bố chủ quyền của Trung Quốc do vi phạm các điều khoản của công ước này trong phiên tòa khởi kiện bởi Philippines.